# Clash of Champions (2020)
L'édition 2020 de Clash of Champions est un Premium Live Event de catch (lutte professionnelle) produit par la World Wrestling Entertainment, une fédération de catch américaine qui est télédiffusée et visible en paiement à la séance sur le WWE Network. L'événement a eu lieu le 27 septembre 2020 au Amway Center à Orlando (Floride). Il s'agit de la 4e et dernière édition de Clash of Champions.

## Contexte
Les spectacles de la World Wrestling Entertainment (WWE) sont constitués de matchs aux résultats prédéterminés par les scénaristes de la WWE. Ces rencontres sont justifiées par des storylines – une rivalité avec un catcheur, la plupart du temps – ou par des qualifications survenues dans les shows de la WWE tels que Raw et SmackDown. Tous les catcheurs possèdent une gimmick, c'est-à-dire qu'ils incarnent un personnage gentil (Face) ou méchant (Heel), qui évolue au fil des rencontres. Un événement comme Clash of Champions est donc un événement tournant pour les différentes storylines en cours,.

## Tableau des matchs
| Ordre par numéros | Résultat | Stipulation(s)                                                       | Temps |
| --- | --- | -------------------------------------------------------------------- | ----- |
| 1P | Cesaro (c) et Shinsuke Nakamura (c) battent Lucha House Party (Kalisto et Lince Dorado) (avec Gran Metalik) | Tag Team match pour les WWE SmackDown Tag Team Championship          | 10:45 |
| 2 | Sami Zayn bat Jeff Hardy (c) et AJ Styles                                                                   | Triple Threat Ladder match pour le WWE Intercontinental Championship | 26:35 |
| 3 | Asuka (c) bat Zelina Vega par soumission                                                                    | Match simple pour le WWE Raw Women's Championship                    | 7:05  |
| 4 | Bobby Lashley (c) (avec MVP) bat Apollo Crews (avec Ricochet) par soumission                                | Match simple pour le WWE United States Championship                  | 8:15  |
| 5 | The Street Profits (Angelo Dawkins et Montez Ford) (c) battent Andrade et Angel Garza                       | Tag Team match pour les WWE Raw Tag Team Championship                | 8:15  |
| 6 | Asuka bat Bayley (c) par disqualification                                                                   | Match simple pour le WWE SmackDown Women's Championship              | 3:45  |
| 7 | Drew McIntyre (c) bat Randy Orton                                                                           | Ambulance match pour le WWE Championship                             | 21:35 |
| 8 | Roman Reigns (c) (avec Paul Heyman) bat Jey Uso par abandon                                                 | Match simple pour le WWE Universal Championship                      | 22:55 |
| La lettre C placée entre parenthèses désigne la personne ou l’équipe championne en titre. P – indique que le match a eu lieu lors du pré-show | |                                                                      |       |